# ジョセフ・スペンサー
ジョセフ・スペンサー（英:Joseph Spencer、1714年10月3日 - 1789年1月13日）は、アメリカ、コネチカット植民地出身の弁護士、軍人、政治家である。アメリカ独立戦争では、大陸会議の代表となり、また大陸軍の少将であった。
スペンサーは、コネチカットのイースト・ハッダムで生まれた。スペンサーは弁護士の修行を積んだ後に実務にあたり、1753年には判事になった。スペンサーは民兵組織でも活動し、ジョージ王戦争に従軍した。フレンチ・インディアン戦争では、ミドルセックス軍民兵隊の中佐として従軍した。
アメリカ独立戦争が始まった時、スペンサーはコネチカット軍の准将に昇進し、第2コネチカット連隊を率いて、1775年4月にボストン包囲戦に参戦した。6月にこの連隊が大陸軍の一部となると、スペンサーも大陸軍の准将となった。
1776年、スペンサーは少将に昇進し、東部方面軍でウィリアム・ヒース将軍を補佐することになった。翌年、スペンサーの軍歴に汚点が付いた。スペンサーがロードアイランドにいたイギリス軍の攻撃作戦を中止したことで、大陸会議に非難された。スペンサーは軍法会議を要求し、その結果は無罪となった。しかし、問題が決着すると、スペンサーは1778年6月14日に退役した。
スペンサーがコネチカット議会議員を最初に務めたのは1776年であった。軍務から解放された1779年、スペンサーは大陸会議のコネチカット代表となった。1780年にコネチカット議会に戻り、1789年に死ぬまでその職にあった。
スペンサーは2度結婚しており、16人の子供をもうけた。スペンサーはイースト・ハッダムで亡くなり、イースト・ハッダムのネイサン・ヘイル・パークに葬られた。